# Łuskogon pannoński
Łuskogon pannoński (Pholiurus pannonicus (Host) Trin.) – gatunek rośliny z rodziny wiechlinowatych. Reprezentuje monotypowy rodzaj łuskogon Pholiurus. Zasięg tego gatunku obejmuje Hiszpanię, Europę południowo-wschodnią i Kazachstan. Do Polski zawlekana przejściowo (ma status efemerofita). Jest to trawa jednoroczna rosnąca na glebach słonych.